# Oleksandr Alijev
Oleksandr Alijev (Oekraïens: Олександр Алієв) (Chabarovsk, 3 februari 1985) is een Oekraïense voetballer. Ondanks het feit dat hij in Rusland is geboren, komt Aliejev uit voor Oekraïne. De kleine offensieve middenvelder staat als groot talent te boek. Hij speelt anno 2012 bij Dnipro Dnipropetrovsk.

## EK onder 21
Op het EK onder 21 van 2006 in Portugal, zat Aliejev bij de Oekraïense selectie. Hij haalde met zijn team de finale, waarin hij als invaller in Porto met 3-0 verloor van Nederland. In totaal speelde hij alle vijf de wedstrijden, waarvan slechts één gehele wedstrijd. Bij de andere vier wedstrijden viel hij in. Aliejev maakte geen doelpunten op het EK.

## Carrière
| seizoen   | club                        | land     | competitie    | wed. | goals |
| --------- | --------------------------- | -------- | ------------- | ---- | ----- |
| ...-1999  | SKA-Energia Chabarovsk      | Rusland  | jeugd         | -    | -     |
| 1999-2002 | Spartak Moskou              | Rusland  | jeugd         | -    | -     |
| 2002      | Borysfen Boryspil           | Oekraïne | jeugd         | -    | -     |
| 2002/03   | Dynamo Kiev                 | Oekraïne | jeugd         | -    | -     |
| 2003/04   | Dynamo Kiev                 | Oekraïne | Vysjtsja Liha | 2    | 0     |
| 2004/05   | Dynamo Kiev                 | Oekraïne | Vysjtsja Liha | 0    | 0     |
| 2005/06   | Dynamo Kiev                 | Oekraïne | Vysjtsja Liha | 5    | 1     |
| 2005/06   | Metalloerg Zaporizje (huur) | Oekraïne | Vysjtsja Liha | 8    | 1     |
| 2006/07   | Dynamo Kiev                 | Oekraïne | Vysjtsja Liha | 3    | 0     |
| 2007/08   | Dynamo Kiev                 | Oekraïne | Vysjtsja Liha | 10   | 3     |
| 2008/09   | Dynamo Kiev                 | Oekraïne | Vysjtsja Liha | 26   | 13    |
| 2009/10   | Dynamo Kiev                 | Oekraïne | Vysjtsja Liha | 3    | 0     |
| 2010      | Lokomotiv Moskou            | Rusland  | Premjer-Liga  | 25   | 14    |
| 2010/11   | Dynamo Kiev                 | Oekraïne | Vysjtsja Liha | 1    | 0     |
|           |                             |          | totaal:       | 83   | 32    |

Bijgewerkt t/m 23 maart 2011